# Szörfös nindzsák
A Szörfös nindzsák (eredeti cím: Surf Ninjas) 1993-as amerikai akcióvígjáték-kalandfilm, ami az azonos című, 1992-ben kiadott videójáték alapján készült.

## Szereplők
Zárójelben a magyar hangja
- Ernie Reyes Sr. mint Zatch (Holl Nándor)
- Ernie Reyes Jr. mint Johnny (Szokol Péter)
- Nicolas Cowan mint Adam (Molnár Levente)
- John Karlen mint Mac (Melis Gábor)
- Rob Schneider mint  Iggy (Bolba Tamás)
- Leslie Nielsen mint  Chi ezredes (Kristóf Tibor)
- Kelly Hu mint  Ro-May (Madarász Éva)
- Tone Loc mint  Spence hadnagy (Kárpáti Tibor)
- Neal Israel mint Mr. Dunbar (Wohlmuth István)

## Fordítás
- Ez a szócikk részben vagy egészben  a   Surf Ninjas című angol Wikipédia-szócikk fordításán alapul.  Az eredeti cikk szerkesztőit annak laptörténete sorolja fel. Ez a jelzés csupán a megfogalmazás eredetét és a szerzői jogokat jelzi, nem szolgál a cikkben szereplő információk forrásmegjelöléseként.